# National Australia Bank
National Australia Bank (NAB) er en australsk bank. I 2019 havde de 9 mio. kunder i Australien, New Zealand og Asien.
National Australia Bank blev etableret som National Commercial Banking Corporation of Australia Limited i 1982 ved en fusion mellem National Bank of Australasia og Commercial Banking Company of Sydney.